# Lecanora frustulosa
Lecanora frustulosa är en lavart som först beskrevs av Dicks., och fick sitt nu gällande namn av Erik Acharius. Lecanora frustulosa ingår i släktet Lecanora och familjen Lecanoraceae.  Arten är reproducerande i Sverige. Inga underarter finns listade i Catalogue of Life.